# HD37442
HD37442 є хімічно пекулярною зорею спектрального класу
A0 й має видиму зоряну величину в смузі V приблизно  9,0.

## Пекулярний хімічний вміст
Зоряна атмосфера HD37442 має підвищений вміст 
Si
.